# 奥洛穆茨圣母柱

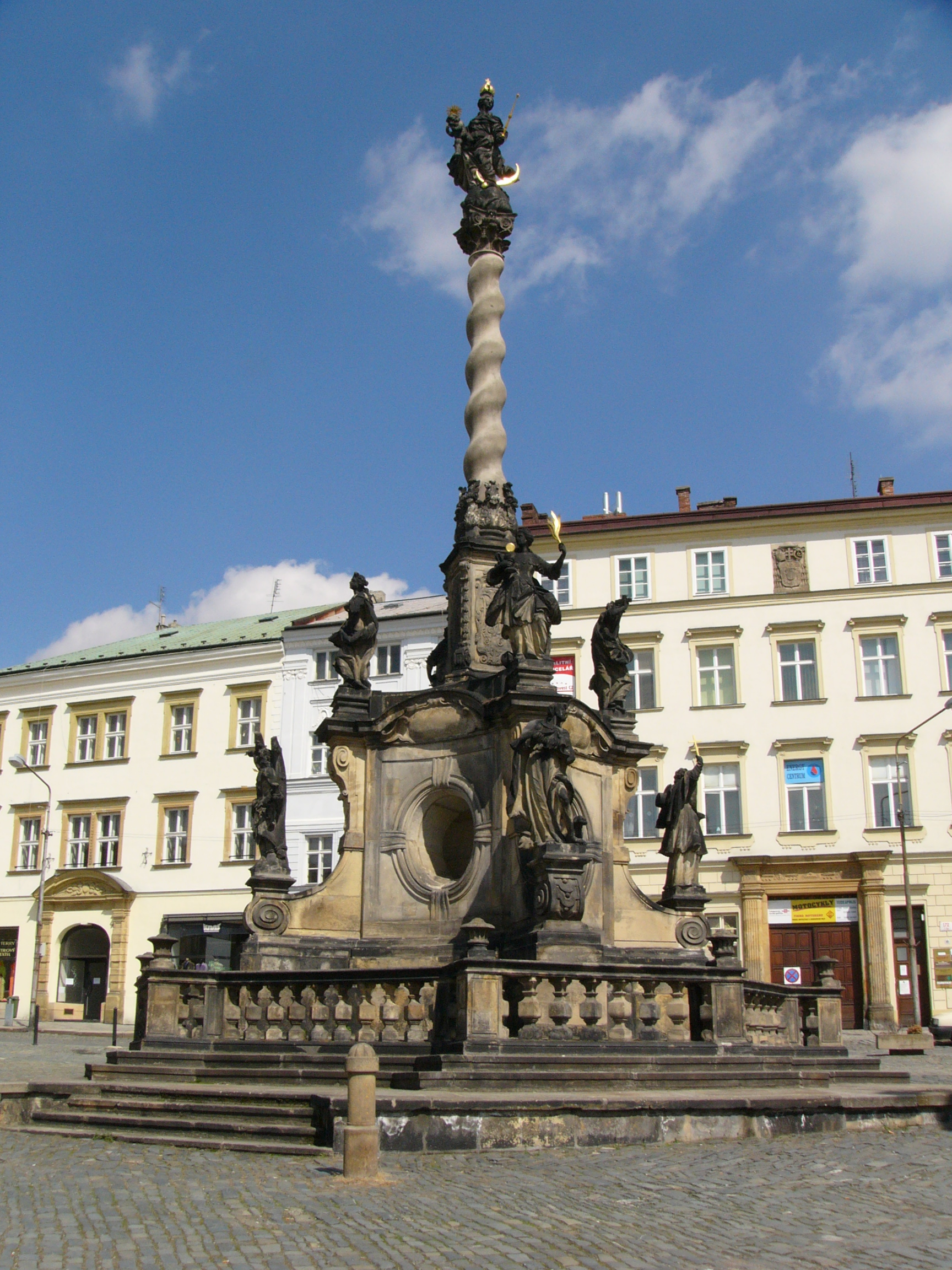
圣母柱

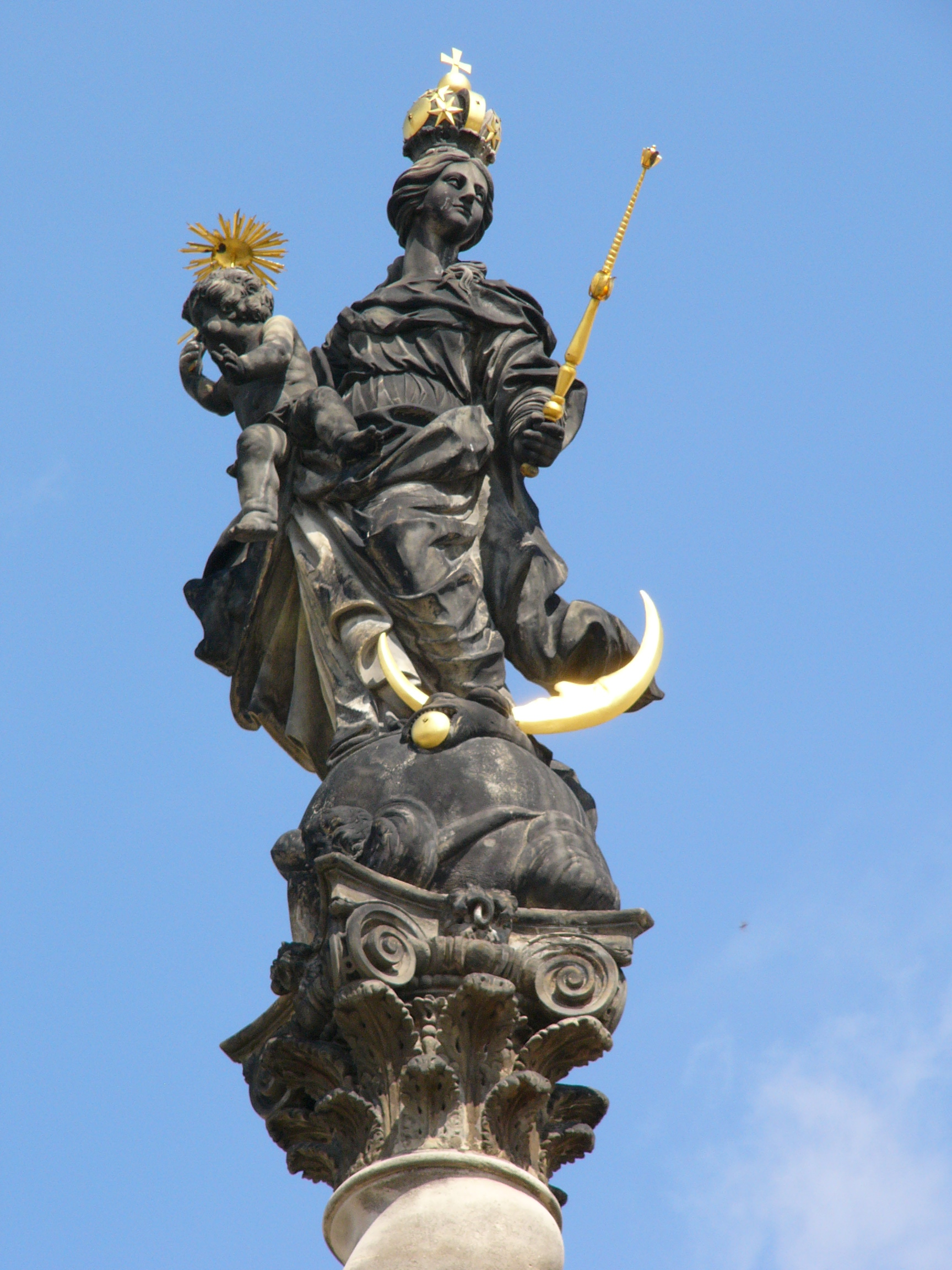
顶部圣母像

奥洛穆茨圣母柱（捷克語：Mariánský sloup v Olomouci）是一座位於捷克共和国奥洛穆茨的巴洛克纪念柱，位于奥洛穆茨下广场（Dolním náměstí）上。是为了1714年到1716年袭击摩拉维亚（現捷克）的黑死病得到平息而举行盛大的天主教感恩仪式而建。

## 历史
奥洛穆茨圣母柱由瓦茨拉夫 Render建于1715年-1723年，奥洛穆茨市民经历了1714年到1716年的黑死病袭击，以此表达感恩。雕塑者是约翰·斯特默（无玷圣母，圣方济各·沙勿略和圣嘉禄·鲍荣茂像），和托比亚斯·舒茨（其他雕像，除了后来的圣塞巴斯弟盎雕像）。
- 1758年 - 柱子在普鲁士围攻期间被破坏，代之以圣塞巴斯弟盎雕像。
- 1985-1992年 - 用复本代替原件。
- 1995年8月16日，连同奥洛穆茨圣三柱和奥洛穆茨巴洛克式喷泉，被捷克政府列为国家文化丰碑[1]。

## 说明
在柱的顶端是圣母雕像。柱的底部是8位圣人雕像：
下排雕塑：
- 圣罗格
- 圣嘉禄·鲍荣茂
- 圣方济各·沙勿略
- 圣塞巴斯弟盎

上排雕像：
- 圣帕夫林娜 - 奥洛穆茨城的主保圣人
- 利馬的羅撒（圣罗茜利马）
- 亚历山大的加大肋纳
- 尼高美底的芭芭拉（圣女白芭蕾）